# 央斯基环形山
央斯基环形山（Jansky）是位于月球正面东侧边沿的一座古老大撞击坑，约形成于39.2-38.5亿年前的酒海纪，其名称取自美国物理学家暨无线电工程师，无线电天文学先驱卡尔·央斯基（1905年-1950年），1964年被国际天文学联合会批准接受。

## 描述

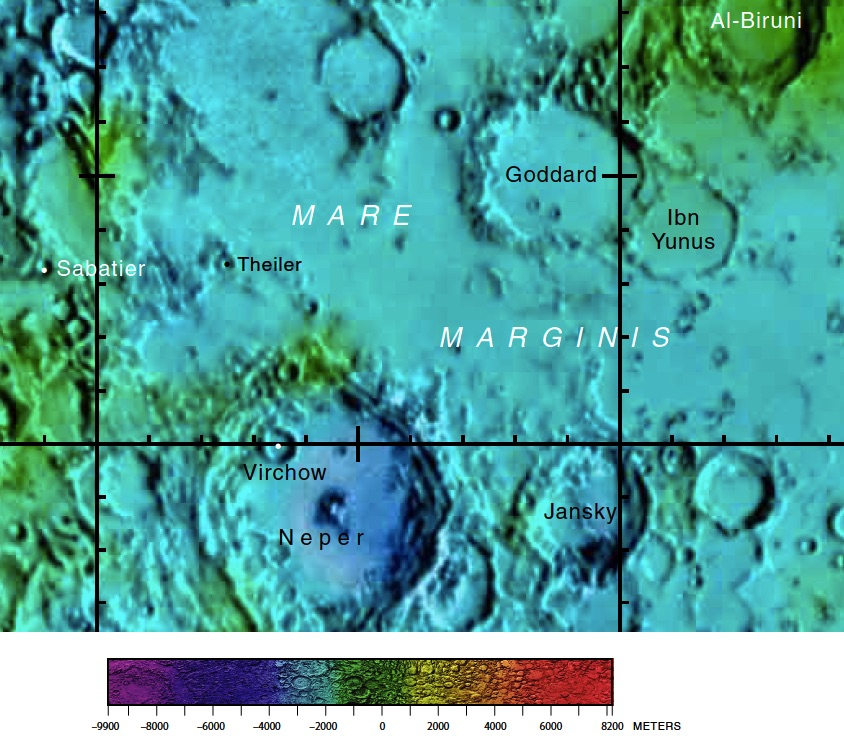
央斯基环形山（右下方）的周边，月球勘测轨道飞行器拍摄。

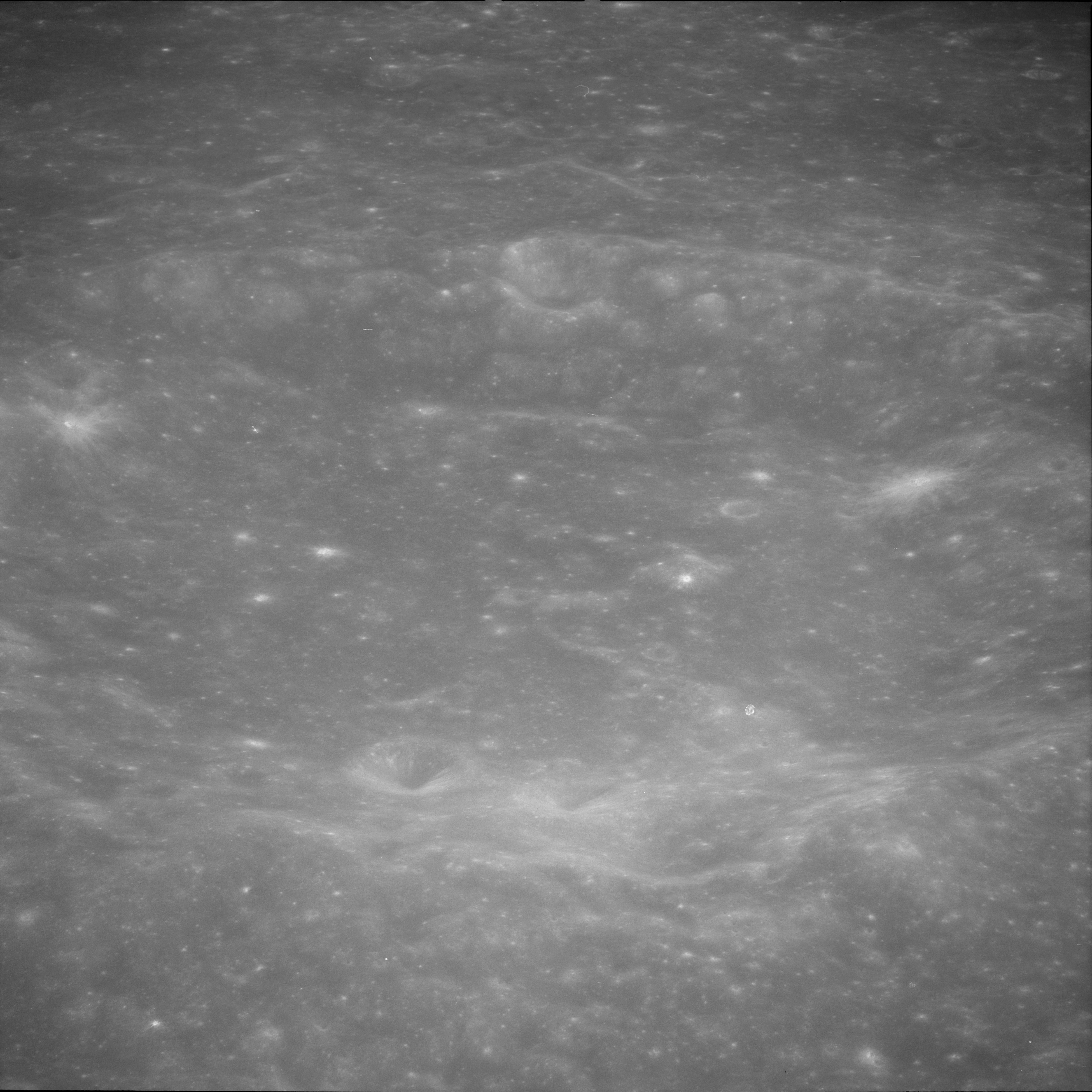
阿波罗11号拍摄的斜视图

该陨坑坐落在界海南侧附近，西侧毗邻更大的环壁平原-纳皮尔环形山、东北靠近金泽尔环形山、德雷耳环形山则位于它的东北偏东，往西南则是较小的塔基尼陨石坑。该陨坑中心月面坐标为8°38′N 89°30′E / 8.63°N 89.5°E，直径73.77公里，深度约2.77公里。由于它所处的位置，从地球上可被观察到，但其细节难以看清。该陨坑的能见度也受制于月球的摄动，有时会完全从视线中消失。
央斯基环形山是一座已磨损的陨石坑，且坑壁已被侵蚀，特别是南侧边缘基本已完全损毁消失，这一侧的内侧坡上则坐落一对小撞击坑，而其余边缘轮廓大致呈圆形状。该环形山坑壁最大高出周边地形1310米，内部容积约有4913立方千米。碗状的坑底除散布有一些小穴坑外，没有其它的地貌结构。

## 卫星陨石坑
按惯例，最靠近央斯基环形山的卫星坑在月图上将在其中心点旁放置一字母来标注它们。

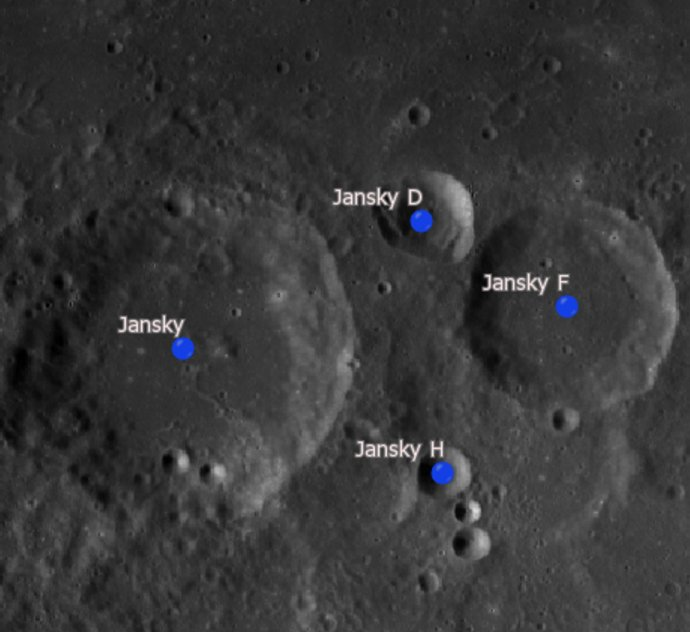
卫星陨石坑，月球勘测轨道飞行器拍摄

| 央斯基 | 纬度   | 经度    | 直径    |
| ------ | ------ | ------- | ------- |
| D      | 9.5° N | 91.2° E | 20 公里 |
| F      | 8.8° N | 92.2° E | 50 公里 |
| H      | 7.8° N | 91.3° E | 11 公里 |

## 另请参阅
- Andersson, L. E.; Whitaker, E. A. . NASA RP-1097. 1982.
- Blue, Jennifer. . USGS. July 25, 2007  [2007-08-05]. （原始内容存档于2013-02-13）.
- Bussey, B.; Spudis, P. . New York: Cambridge University Press. 2004. ISBN 978-0-521-81528-4.
- Cocks, Elijah E.; Cocks, Josiah C. . Tudor Publishers. 1995. ISBN 978-0-936389-27-1.
- McDowell, Jonathan. . Jonathan's Space Report. July 15, 2007  [2007-10-24]. （原始内容存档于2018-12-25）.
- Menzel, D. H.; Minnaert, M.; Levin, B.; Dollfus, A.; Bell, B. . Space Science Reviews. 1971, 12 (2): 136–186. Bibcode:1971SSRv...12..136M. doi:10.1007/BF00171763.
- Moore, Patrick. . Sterling Publishing Co. 2001. ISBN 978-0-304-35469-6.
- Price, Fred W. . Cambridge University Press. 1988. ISBN 978-0-521-33500-3.
- Rükl, Antonín. . Kalmbach Books. 1990. ISBN 978-0-913135-17-4.
- Webb, Rev. T. W.  6th revised. Dover. 1962. ISBN 978-0-486-20917-3.
- Whitaker, Ewen A. . Cambridge University Press. 1999. ISBN 978-0-521-62248-6.
- Wlasuk, Peter T. . Springer. 2000. ISBN 978-1-85233-193-1.